# Alexandr Ceaicovschi
Alexandr Ceaicovschi (n. 1943 – d. ?) a fost un deputat în Parlamentul Republicii Moldova, ales în Legislatura 2005-2009 pe listele Partidului Comuniștilor.